# Getz/Gilberto
Getz/Gilberto — музичний альбом 1964 року, записаний: американським саксофоністом Стеном Ґетцом і бразильськими музикантами Жуаном Жілберту (гітара) та Антоніу Карлусом Жобіном (фортепіано), а також (дві останні пісні) Аструд Жілберту, тоді — жінкою Жуана Жілберту. Виданий американським лейблом Verve Records.
Альбом зайняв № 454 у Списку 500 найкращих альбомів усіх часів за версією журналу Rolling Stone.

## Про альбом
Видання цього альбому започаткувало широку популярність босанови у США, а згодом і в усьому світі. Альбом Getz/Gilberto став одним з найбільш продаваних джазових альбомів. 1964 року альбом здобув премію Греммі в категоріях «найкращий альбом року», «найкращий джазовий інструментальний альбом» та «найкраще записаний некласичний альбом». Найвідомішим хітом цього альбому вважається пісня The Girl from Ipanema, що була визнана найкращою піснею року і принесла Аструд Жілберту світову славу.

## Список композицій
| #     | Назва                       | Тривалість |
| ----- | --------------------------- | ---------- |
| 1.    | «The Girl from Ipanema»     | 5:24       |
| 2.    | «Doralice»                  | 2:46       |
| 3.    | «Para Machucar Meu Coração» | 5:05       |
| 4.    | «Desafinado»                | 4:15       |
| 5.    | «Corcovado»                 | 4:16       |
| 6.    | «Só Danço Samba»            | 3:45       |
| 7.    | «O Grande Amor»             | 5:27       |
| 8.    | «Vivo Sonhando»             | 3:04       |
| 9.    | «The Girl from Ipanema»     | 2:54       |
| 10.   | «Corcovado»                 | 2:20       |
| 39:16 |                             |            |

 Композиції 9 і 10 не були представлені в оригінальному варіанті, а лише у CD виданні.